# Paul Nicklen
Paul Nicklen (* 21. července 1968) je kanadský fotograf, filmař, autor a mořský biolog.

## Životopis
Paul Nicklen se narodil 21. července 1968 v Tisdale v kanadském Saskatchewanu. V polovině sedmdesátých let se Paulova rodina - složená z jeho rodičů, učitele a mechanika a jeho bratra, přestěhovala do maličkého inuitského městečka Baffinův ostrov za kanadským polárním kruhem. Nicklenova rodina byla jednou ze tří neinuitských rodin v této oblasti.

## Kariéra
Od začátku své kariéry ve fotografii přírody se Nicklen rychle stal jediným kanadským fotografem pro časopis National Geographic a publikoval jedenáct příběhů pro National Geographic. Spolu s těmito počiny je členem Mezinárodní ligy fotografů ochrany přírody (ILCP). Napsal několik knih. Mezi jeho hlavní práce patří Extreme Exposure v Annenberg Space for Photography v Los Angeles v Kalifornii v roce 2009 a naposledy otevřel Paul Nicklen Gallery v Soho, New York City, New York v dubnu 2017 jako prostor pro fotografy památkářů a další umělce k účasti na výtvarné scéně.
V roce 2011 byl Nicklen řečníkem na konferenci TED2011.
V roce 2014 Nicklen spoluzaložil organizaci, která využívá vizuální vyprávění příběhů a fotografie k podpoře ochrany oceánů s průkopnicí moderní ochranářské fotografie Cristinou Mittermeierovou. Nadace je nezisková.

## Ceny a ocenění
Nicklen získal ocenění BBC Wildlife Photographer of the Year a World Press Photo za fotožurnalistiku.“ Získal také ocenění od Pictures of the Year International,  Communication Arts  a Natural Resources Defense Council BioGems Visionary Award.
Krátký seznam ocenění obsahuje:
- První cena World Press Photo, Nature Stories 2003[8]
- První cena World Press Photo, Nature Stories 2006[9]
- Druhá cena World Press Photo, Nature Stories 2007[10]
- Třetí cena World Press Photo, Nature Stories 2007[11]
- První cena World Press Photo, Nature Stories 2009[12]
- První cena World Press Photo, Nature Stories 2010[4]
- Award of Excellence, Mezinárodní soutěž Fotografie roku 2010[4]
- Fotograf roku, BBC Wildlife and Natural History Museum 2012[4]
- První cena World Press Photo, Nature Stories 2013[4]
- Cena za celoživotní dílo, University of Victoria, Britská Kolumbie, Kanada[4]
- Čestný doktor věd, University of Victoria, Britská Kolumbie, Kanada[4]

## Články v časopisech
- National Geographic South Georgia (prosinec 2009)[13]
- National Geographic Svalbard (duben 2009)[14]
- National Geographic Sailfish (září 2008)[15]
- National Geographic Lov narvalů (srpen 2007)[16]
- National Geographic Vanishing Sea Ice (červen 2007)[17]
- National Geographic Leopard Seals (listopad 2006)[18]
- National Geographic Where Currents Collide (srpen 2006)[19]

Další 4 příběhy od Paula Nicklena jsou na stránkách National Geographic.

## Knihy
- Seasons of the Arctic – 2000, Sierra Club Books, San Francisco
- Polar Obsession – 2009, National Geographic Society
- Bear-Spirit of the Wild – 2013, National Geographic Society
- Born to Ice - 2018, teNeues Publishing Company